# Трубецкой, Сергей Никитич (1829)
Князь Серге́й Ники́тич Трубецко́й (1829—1899) — русский военный и придворный из рода Трубецких, обер-гофмаршал, действительный тайный советник.

## Биография
Младший сын князя Никиты Петровича Трубецкого и его жены Александры Александровны Нелидовой. Племянник несостоявшегося диктатора декабристов. Крестник камер-фрейлины Е. И. Нелидовой.
Образование получил в Пажеском корпусе и выпущен из него с правами 1 разряда в 1849 году; 26 мая 1849 года из камер-пажей был произведён в прапорщики лейб-гвардии Преображенского полка. Первую половину жизни посвятил военной службе: в 1855 году назначен адъютантом к Его Императорскому Высочеству великому князю Михаилу Николаевичу; в 1862 году произведён в полковники; 8 ноября 1866 года был произведён в генерал-майоры, с оставлением при наместнике кавказском; в 1871 году назначен в Свиту Его Императорского Величества. В 1873—1878 годах — начальник походной канцелярии наместника Кавказа. Был награждён орденами: Св. Станислава 1-й ст. (1870), Св. Анны 1-й ст. (1874), Св. Владимира 2-й ст. (1878), Белого орла с мечами (1878).
Участвовал в русско-турецкой войне (1877—1878) и за отличие против турок был произведён 8 ноября 1877 года в генерал-лейтенанты. После выхода в отставку с военной службы перешёл на службу придворную и в 1884 году по Высочайшему повелению назначен гофмаршалом Высочайшего двора, с переименованием в тайные советники, с 30 августа 1888 года — обер-гофмаршал Высочайшего двора, действительный тайный советник. Был награждён орденом Св. Александра Невского (1887) с бриллиантовыми знаками (1893).
В 1888 году его заведованию был поручен Эрмитаж, но по причине отъездов из Петербурга на долгое время, он так и не был утверждён директором музея. В залах музея в это время особенно часто устраивались придворные балы и ужины, а делами Эрмитажа занимался академик А. А. Куник, хранитель русской части коллекции нумизматики. В 1899 году директором Эрмитажа был назначен И. А. Всеволожский.

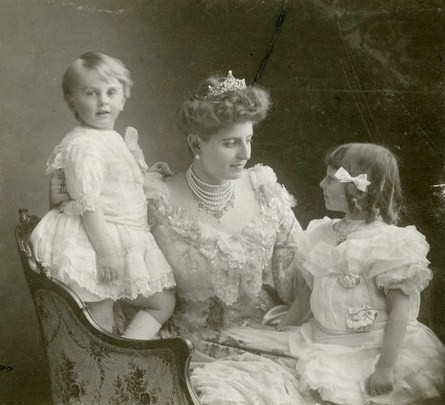
Софья Трубецкая с детьми

По отзыву А. А. Половцева, Трубецкой «был милый человек, всецело преданный подробностям своей мелочной придворной и великосветской жизни».
Кроме высших российских орденов имел многочисленные награды иностранных государств: баварский орден Св. Михаила 3-й ст. (1852), орден Нидерландского льва 3-й ст. (1852), неаполитанский орден Св. Франциска (1852), константиновский орден Святого Георгия (1852), Гессен-Дармштадтский орден Филиппа Великодушного 4-й ст. (1852), Вюртембергский орден Короны (1852), французского ордена Почётного Легиона офицерский крест (1852), сардинский орден Св. Маврикия и Лазаря 2-й ст. (1857), персидский орден Льва и Солнца 1- й ст. (1869), баденский орден Церингенского льва 2-й ст. со звездой (1870), турецкий орден Меджидие 2-й ст. со звездой (1872), персидский портрет шаха с бриллиантами (1881), австрийский орден Железной короны 1-й ст. (1884), прусский орден Короны 1-й ст. (1884), австрийский орден Леопольда 1-й ст. (1886), черногорский орден Князя Даниила I 1-й ст. (1886), Мекленбург-Шверинский орден Вендской короны большой крест 1-й ст. (1886), прусский орден Красного орла 1-й ст. (1889).
Скончался в июне 1899 года от воспаления лёгких в Штутгарте и был похоронен рядом с матерью на Новодевичьем кладбище в Петербурге.

## Семья
Жена (с 20 апреля 1876 года) — княжна София Ираклиевна Багратион-Мухранская (1850—1932), внучка последнего удельного владетеля Мухранского (1800—1801) и сестра князя Александра Багратиона-Мухранского. За заслуги мужа была пожалована в кавалерственные дамы Ордена Св. Екатерины (малого креста) (22.07.1891). В браке имели сыновей:
- Никита Сергеевич (1877—1963), полковник, адъютант великого князя Николая Михайловича; в эмиграции председатель Союза пажей и Общества ревнителей русской военной старины; с 1917 г. женат на балерине Любови Егоровой.
- Пётр Сергеевич (1882—1958), выпускник Пажеского корпуса, офицер 17-го драгунского полка; эмигрировал в Англию.